# Enola Gay (Orchestral Manoeuvres in the Dark)
Enola Gay è un singolo del 1980 degli Orchestral Manoeuvres in the Dark, successivamente inclusa nell'album Organisation. Sia il testo che la musica sono stati scritti dal solo frontman Andy McCluskey.
Il singolo è stato il primo grande successo internazionale della band. In Italia raggiunge il primo posto in classifica nell'estate del 1981, e diventerà il secondo singolo più venduto dell'anno. In Gran Bretagna raggiunge la posizione no. 8 ad ottobre del 1980.

## Descrizione
"Enola Gay" contiene in sostanza l’alchimia vincente di un sound che bilancia un tormentone strumentale creato dai sintetizzatori insieme ad un drammatico incedere vocale.  La registrazione è caratterizzata anche dall'uso non solo di una batteria convenzionale ma anche dal suono della drum machine che apre e chiude il brano. L'uso degli strumenti elettronici lo rende uno dei primi brani del genere "synth pop".
Il testo, di stampo pacifista, recrimina lo sgancio della bomba atomica su Hiroshima dall'omonimo bombardiere statunitense, citando alcuni termini usati dalle forze statunitensi durante la missione, come per esempio "Little Boy", il nome in codice usato per la bomba stessa, e anche l'orario dello sgancio "8:15" (nel testo in inglese "eight-fifteen").
L'ispirazione per il brano probabilmente è venuto dalla visione dell'omonimo film Enola Gay: The Men, the Mission, the Atomic Bomb del 1980.

## Versioni e lato-B
Una prima versione del brano è stata registrata in aprile del 1980 per il programma radiofonico di John Peel per la BBC. Questa versione è stata pubblicata nella raccolta Peel Sessions 1979-1983 nel 2000.
La versione di Enola Gay pubblicata come singolo e prodotta da Mike Howlett è la versione della canzone più conosciuta. La stessa versione è la traccia di apertura dell'album Organisation. Il singolo 7" è stato pubblicato in due versioni con lato B diversi. Una con il brano inedito "Annex" come lato B, e una con "Electricity", già singolo nel 1979. In Italia è uscita la seconda versione.
Nel 1998, in concomitanza all'uscita di una nuova raccolta del gruppo "The OMD Singles", è uscito un EP  "The OMD Remixes" con una versione remix del brano dei Sash!.

## Il video
Come nel precedente filmato prodotto per Messages, Il videoclip promozionale per Enola Gay riporta il gruppo che esegue la canzone in playback, questa volta in uno studio con delle nuvole proiettate in sottofondo, con l'aggiunta di vari effetti visivi speciali. A differenza del precedente filmato, frontman e cantante Andy McCluskey suona il basso e Paul Humphreys suona le tastiere. Il secondo tastierista Dave Hughes è stato sostituito da Martin Cooper, tuttora parte del gruppo. Malcolm Holmes rimane alla batteria.

## Tracce
7" (versione UK)
1. Enola Gay – 3:33 (McCluskey)
2. Annex – 4:32 (McCluskey/Humphreys)

7" (versione Italia)
1. Enola Gay – 3:33 (McCluskey)
2. Electricity – 3:32 (McCluskey/Humphreys)

12"
1. Enola Gay – 3:33 (McCluskey)
2. Annex – 4:32 (McCluskey/Humphreys)

## Formazione
- Andy McCluskey - voce, basso, sintetizzatore
- Paul Humphreys - tastiere, sintetizzatore
- Malcolm Holmes - batteria, drum machine

## Classifiche

### Classifiche settimanali
| Classifica (1980/81)     | Posizione massima |
| ------------------------ | ----------------- |
| Australia                | 47                |
| Finlandia                | 11                |
| Francia                  | 6                 |
| Irlanda                  | 14                |
| Italia                   | 1                 |
| Nuova Zelanda            | 31                |
| Regno Unito              | 8                 |
| Spagna                   | 1                 |
| Stati Uniti (dance club) | 34                |
| Svizzera                 | 2                 |

### Classifiche di fine anno
| Classifica (1980) | Posizione |
| ----------------- | --------- |
| Regno Unito       | 47        |
| Classifica (1981) | Posizione |
| Italia            | 2         |
| Spagna            | 5         |
| Svizzera          | 15        |

## Utilizzo commerciale
Nel 2008 il singolo è stato inoltre utilizzato come colonna sonora della pubblicità di 3 Italia con Luciana Littizzetto.